# National Board of Review Award/Bester Animationsfilm
Der National Board of Review Award für den besten Animationsfilm ist ein Filmpreis, der seit dem Jahr 2000 jährlich vom National Board of Review verliehen wird.
Die Jahreszahlen der Tabelle nennen die bewerteten Filmjahre, die Preisverleihungen fanden jeweils im Folgejahr statt.

## Preisträger
| Jahr | Film                                             | Regie                                                  |
| ---- | ------------------------------------------------ | ------------------------------------------------------ |
| 2000 | Chicken Run                                      | Peter Lord und Nick Park                               |
| 2001 | Shrek                                            | Andrew Adamson und Vicky Jenson                        |
| 2002 | Spirited Away (Sen to Chihiro no kamikakushi)    | Hayao Miyazaki                                         |
| 2003 | Finding Nemo                                     | Andrew Stanton                                         |
| 2004 | Die Unglaublichen – The Incredibles              | Brad Bird                                              |
| 2005 | Corpse Bride                                     | Tim Burton und Mike Johnson                            |
| 2006 | Cars                                             | John Lasseter                                          |
| 2007 | Ratatouille                                      | Brad Bird                                              |
| 2008 | WALL·E – Der Letzte räumt die Erde auf           | Andrew Stanton                                         |
| 2009 | Oben                                             | John Lasseter und Pete Docter                          |
| 2010 | Toy Story 3                                      | Lee Unkrich                                            |
| 2011 | Rango                                            | Gore Verbinski                                         |
| 2012 | Ralph reichts                                    | Rich Moore                                             |
| 2013 | Wie der Wind sich hebt                           | Hayao Miyazaki                                         |
| 2014 | Drachenzähmen leicht gemacht 2                   | Dean DeBlois                                           |
| 2015 | Alles steht Kopf                                 | Ronnie del Carmen und Pete Docter                      |
| 2016 | Kubo – Der tapfere Samurai                       | Travis Knight                                          |
| 2017 | Coco – Lebendiger als das Leben!                 | Lee Unkrich                                            |
| 2018 | Die Unglaublichen 2                              | Brad Bird                                              |
| 2019 | Drachenzähmen leicht gemacht 3: Die geheime Welt | Dean DeBlois                                           |
| 2020 | Soul                                             | Pete Docter                                            |
| 2021 | Encanto                                          | Byron Howard und Jared Bush                            |
| 2022 | Marcel the Shell with Shoes On                   | Dean Fleischer Camp                                    |
| 2023 | Spider-Man: Across the Spider-Verse              | Joaquim Dos Santos, Kemp Powers und Justin K. Thompson |
| 2024 | Flow                                             | Gints Zilbalodis                                       |